# دنیلو ساهوتکین
دنیلو ساهوتکین (اوکراینی: Данило Валерійович Сагуткін؛ زادهٔ ۱۹ آوریل ۱۹۹۶) بازیکن فوتبال اهل اوکراین است.
وی همچنین در تیم‌های ملی فوتبال زیر ۲۰ سال اوکراین و زیر ۲۱ سال اوکراین بازی کرده‌است.